# Kurunegala (Distrikt)
Koordinaten: 7° 29′ N, 80° 22′ O
Kurunegala (singhalesisch කුරුණෑගල දිස්ත්‍රික්කය Kuruṇægala distrikkaya; Tamil குருநாகல் மாவட்டம Kurunākal māvaṭṭam) ist ein Distrikt in der Nordwestprovinz in Sri Lanka. Der Hauptort ist Kurunegala.

## Geografie
Der Distrikt Kurunegala liegt im Westen Sri Lankas und gehört zur Nordwestprovinz. Nachbardistrikte sind Anuradhapura im Norden und Nordosten, Matale im Osten, Kandy im Südosten, Kegalle im Süden, Gampaha im Südwesten und Puttalam im Westen.
Der Distrikt Kurunegala hat eine Fläche von 4816 Quadratkilometern (davon 4624 Quadratkilometer Land und 192 Quadratkilometer Binnengewässer). Damit ist er der flächenmäßig drittgrößte Distrikt Sri Lankas.

## Bevölkerung
Nach der Volkszählung 2012 hat der Distrikt Kurunegala 1.618.465 Einwohner. Mit 350 Einwohnern pro Quadratkilometer liegt die Bevölkerungsdichte leicht über dem Durchschnitt Sri Lankas (325 Einwohner pro Quadratkilometer). Von den Bewohnern waren 777.201 (48,02 %) männlichen und 841.264 (51,98 %) weiblichen Geschlechts. Die Bevölkerung ist ausgesprochen jung. Dies verdeutlicht ein Blick auf die Altersverteilung.
| Alter  | 0–9 Jahre | 10–19 Jahre | 20–29 Jahre | 30–39 Jahre | 40–49 Jahre | 50–59 Jahre | 60–79 Jahre | 80 Jahre und mehr |
| Anzahl | 272.291   | 244.736     | 226.157     | 243.682     | 219.996     | 201.052     | 188.058     | 22.493            |
| Anteil | 16,82 %   | 15,12 %     | 13,97 %     | 15,06 %     | 13,59 %     | 12,42 %     | 11,62 %     | 1,39 %            |

### Bevölkerung des Distrikts nach Volksgruppen
Die Singhalesen stellen die Bevölkerungsmehrheit der Einwohnerschaft des Distrikts Kurunegala. Doch gibt es große Minderheiten anderer Volksgruppen.
Singhalesen
Mehr als 90 % der Bewohner gehören zur Volksgruppe der Singhalesen. In allen Divisions sind sie eine klare Mehrheit. Die Division Kuliyapitiya East (nur 68,01 % Singhalesen) ist ethnisch gemischt. Der singhalesische Bevölkerungsanteil bewegt sich zwischen 68,01 % in Kuliyapitiya East und 99,80 % in Polpithigama.
Moors
Zweitstärkste Volksgruppe und somit größte Minderheit sind die Moors oder tamilischsprachigen Muslime. Sie bilden starke Bevölkerungsminderheiten in den Divisions Kuliyapitiya East (31,41 % Moors), Rasnayakapura (18,78 %), Mallawapitiya (14,55 %), Panduwasnuwara (13,11 %), Mawathagama (11,61 %), Rideegama (11,17 %), Kurunegala (10,76 %), Kobeigane (10,69 %) und Udubaddawa (10,29 %) mit jeweils über zehn Prozent der Einwohnerschaft. In drei der 30 Divisions dagegen leben nur vereinzelte Angehörige ihrer Volksgruppe. Ihr Anteil bewegt sich zwischen 0,01 % in Alawwa und 31,41 % in Kuliyapitiya East.
Sri-lankische Tamilen
Die sri-lankischen Tamilen stellen die drittgrößte Volksgruppe. Sie sind allerdings überall nur eine verschwindend kleine Minderheit. Ihr Anteil bewegt sich zwischen 0,05 % in Kotavehera und 4,73 % in Mawathagama.
Übrige Volksgruppen
Die indischstämmigen Tamilen, Malaien und Burgher, Sri Lanka Chetties und Bharathas sind kleine Minderheiten. Sie leben verstreut in allen Divisions des Distrikts Kurunegala
| Jahr                                                    | Singhalesen1 | Singhalesen1 | Sri-Lanka-Tamilen2 | Sri-Lanka-Tamilen2 | Tamilen2 | Tamilen2 | Moors3  | Moors3 | Burgher | Burgher | Malaien | Malaien | Andere4 | Andere4 | Total     | Total    |
| Jahr                                                    | No.          | %            | No.                | %                  | No.      | %        | No.     | %      | No.     | %       | No.     | %       | No.     | %       | No.       | %        |
| ------------------------------------------------------- | ------------ | ------------ | ------------------ | ------------------ | -------- | -------- | ------- | ------ | ------- | ------- | ------- | ------- | ------- | ------- | --------- | -------- |
| 1981                                                    | 1.125.912    | 92,91 %      | 14.930             | 1,23 %             | 6.616    | 0,55 %   | 60.791  | 5,02 % | 562     | 0,05 %  | 1.259   | 0,10 %  | 1.741   | 0,14 %  | 1.211.801 | 100,00 % |
| 2001                                                    | 1.341.237    | 91,85 %      | 17.585             | 1,20 %             | 2.972    | 0,20 %   | 94.544  | 6,47 % | 613     | 0,04 %  | 2.150   | 0,15 %  | 1.114   | 0,08 %  | 1.460.215 | 100,00 % |
| 2012                                                    | 1.479.863    | 91,44 %      | 18.041             | 1,11 %             | 2.594    | 0,16 %   | 115.302 | 7,12 % | 663     | 0,04 %  | 1.220   | 0,08 %  | 782     | 0,05 %  | 1.618.465 | 100,00 % |
| Quelle: Volkszählungen in Sri Lanka 1981, 2001 und 2012 |              |              |                    |                    |          |          |         |        |         |         |         |         |         |         |           |          |

1 Tiefland- und Kandy-Singhalesen zusammen2 Sri-Lanka-Tamilen und indische Tamilen separat 3 nur sri-lankische Moors4 davon 2001 221 Sri Lanka Chetties und 67 Bharathas, 2012 119 Sri Lanka Chetties und 40 Bharathas 

### Bevölkerung des Distrikts nach Bekenntnissen
Die Verteilung der Glaubensbekenntnisse ist großteils ein Spiegelbild der ethnischen Verhältnisse. Der Buddhismus ist wegen der singhalesischen Bevölkerungsmehrheit die stärkste Religionsgruppe. Doch gehören mehr als 40.000 Singhalesen und über 5.000 Tamilen zur christlichen Minderheit. Besonders deutlich wird dies in den Divisions Bingiriya und Udubaddawa. Dort sind zwar 96,29 % resp. 88,48 % der Gesamtbevölkerung Singhalesen (und nur wenige Tamilen). Doch sind dort 11,14 % resp. 15,23 % der Einwohnerschaft Christen. Trotz zahlreicher Rückübertritte – vom Christentum zum Buddhismus – von Singhalesen in den vergangenen zweihundert Jahren ist das Christentum deshalb bis heute drittstärkste Religion. Der Hinduismus, dem die Mehrheit der sri-lankischen und indischen Tamilen angehört, ist im Distrikt Kurunegala nur die viertstärkste Glaubensgemeinschaft. Klar an zweiter Stelle steht der Islam, dem die Moors und Malaien angehören.
| Jahr                                                    | Buddhisten | Buddhisten | Hindus | Hindus | Muslime | Muslime | Katholiken | Katholiken | andere Christen | andere Christen | Andere | Andere | Total     | Total    |
| Jahr                                                    | No.        | %          | No.    | %      | No.     | %       | No.        | %          | No.             | %               | No.    | %      | No.       | %        |
| ------------------------------------------------------- | ---------- | ---------- | ------ | ------ | ------- | ------- | ---------- | ---------- | --------------- | --------------- | ------ | ------ | --------- | -------- |
| 1981                                                    | 1.092.128  | 90,12 %    | 15.133 | 1,25 % | 64.112  | 5,29 %  | 36.340     | 3,00 %     | 3.641           | 0,30 %          | 447    | 0,04 % | 1.211.801 | 100,00 % |
| 2001                                                    | 1.300.539  | 89,06 %    | 13.303 | 0,91 % | 98.223  | 6,73 %  | 40.680     | 2,79 %     | 6.960           | 0,48 %          | 510    | 0,03 % | 1.460.215 | 100,00 % |
| 2012                                                    | 1.431.632  | 88,46 %    | 14.721 | 0,91 % | 118.305 | 7,31 %  | 43.711     | 2,70 %     | 9.926           | 0,61 %          | 170    | 0,01 % | 1.618.465 | 100,00 % |
| Quelle: Volkszählungen in Sri Lanka 1981, 2001 und 2012 |            |            |        |        |         |         |            |            |                 |                 |        |        |           |          |

### Bevölkerungsentwicklung
Die Bevölkerung des Distrikts Kurunegala wächst seit der Unabhängigkeit für sri-lankische Verhältnisse überdurchschnittlich. Im Zeitraum von 2001 bis 2012 (den beiden letzten Volkszählungsjahren) betrug der Zuwachs 158.250 Menschen. Dies ist ein Wachstum von 10,84 %. Seit der Unabhängigkeit hat die Einwohnerschaft um 234 % zugenommen.

### Bedeutende Orte
Einzige große Orte des Distrikts sind Kurunegala (2012: 24.833 Bewohner) und Kuliyapitiya (2012: 5.509 Einwohner).

### Lokalverwaltung
Der Vorsteher des Distrikts trägt den Titel District Secretary. Der Distrikt ist weiter in 30 Divisionen (unter einem Division Secretary) unterteilt. Die Städte und größeren Orte haben eine eigene Verwaltung (Gemeindeparlament oder Gemeinderat). Es gibt 1610 Dorfverwaltungen (Grama Niladharis) für die 4432 Dörfer im gesamten Distrikt.
| Name                | Hauptort      | Einwohner 2012 | Fläche in km² | Dichte | GN    | Dörfer |
| ------------------- | ------------- | -------------- | ------------- | ------ | ----- | ------ |
| Alawwa              | Alawwa        | 63.667         | 128           | 497    | 66    | 124    |
| Ambanpola           | Ambanpola     | 22.878         | 139           | 165    | 28    | 122    |
| Bamunakotuwa        | Bamunakotuwa  | 36.217         | 100           | 362    | 36    | 125    |
| Bingiriya           | Bingiriya     | 62.349         | 207           | 301    | 52    | 149    |
| Ehetuwewa           | Ehetuwewa     | 25.781         | 180           | 143    | 35    | 152    |
| Galgamuwa           | Galgamuwa     | 55.078         | 278           | 198    | 62    | 189    |
| Ganewatta           | Ganewatta     | 40.137         | 148           | 271    | 42    | 146    |
| Giribawa            | Giribawa      | 31.412         | 201           | 156    | 35    | 72     |
| Ibbagamuwa          | Ibbagamuwa    | 85.309         | 210           | 406    | 74    | 188    |
| Kobeigane           | Kobeigane     | 35.975         | 127           | 283    | 35    | 132    |
| Kotawehera          | Kotawehera    | 21.263         | 184           | 116    | 31    | 90     |
| Kuliyapitiya East   | Nakkawatta    | 54.062         | 121           | 447    | 45    | 139    |
| Kuliyapitiya West   |               | 77.316         | 165           | 469    | 68    | 146    |
| Kurunegala          | Kurunegala    | 80.755         | 101           | 800    | 54    | 125    |
| Mahawa              | Mahawa        | 57.485         | 258           | 223    | 68    | 220    |
| Mallawapitiya       | Mallawapitiya | 52.634         | 75            | 702    | 45    | 99     |
| Maspotha            | Maspotha      | 34.262         | 58            | 591    | 33    | 72     |
| Mawathagama         | Mawathagama   | 64.904         | 107           | 607    | 71    | 167    |
| Narammala           | Narammala     | 56.279         | 110           | 512    | 54    | 125    |
| Nikaweratiya        | Nikaweratiya  | 40.452         | 158           | 256    | 42    | 101    |
| Panduwasnuwara      | Hettipola     | 63.742         | 161           | 396    | 64    | 227    |
| Panduwasnuwara East | Katupotha     | 32.386         | 101           | 321    | 39    | 118    |
| Pannala             | Pannala       | 124.225        | 275           | 452    | 87    | 207    |
| Polgahawela         | Polgahawela   | 65.156         | 95            | 686    | 84    | 198    |
| Polpithigama        | Polpithigama  | 76.139         | 387           | 197    | 82    | 283    |
| Rasnayakapura       | Rasnayakapura | 21.893         | 123           | 178    | 28    | 79     |
| Rideegama           | Ridigama      | 88.714         | 212           | 418    | 113   | 262    |
| Udubaddawa          | Udubaddawa    | 52.231         | 130           | 402    | 43    | 93     |
| Wariyapola          | Wariyapola    | 61.425         | 181           | 339    | 56    | 178    |
| Wirambugedara       | Wirambugedara | 34.339         | 95            | 361    | 38    | 104    |
| Distrikt Kurunegala | Kurunegala    | 1.618.465      | 4.624         | 350    | 1.610 | 4.432  |